# 東峰 (成田市)

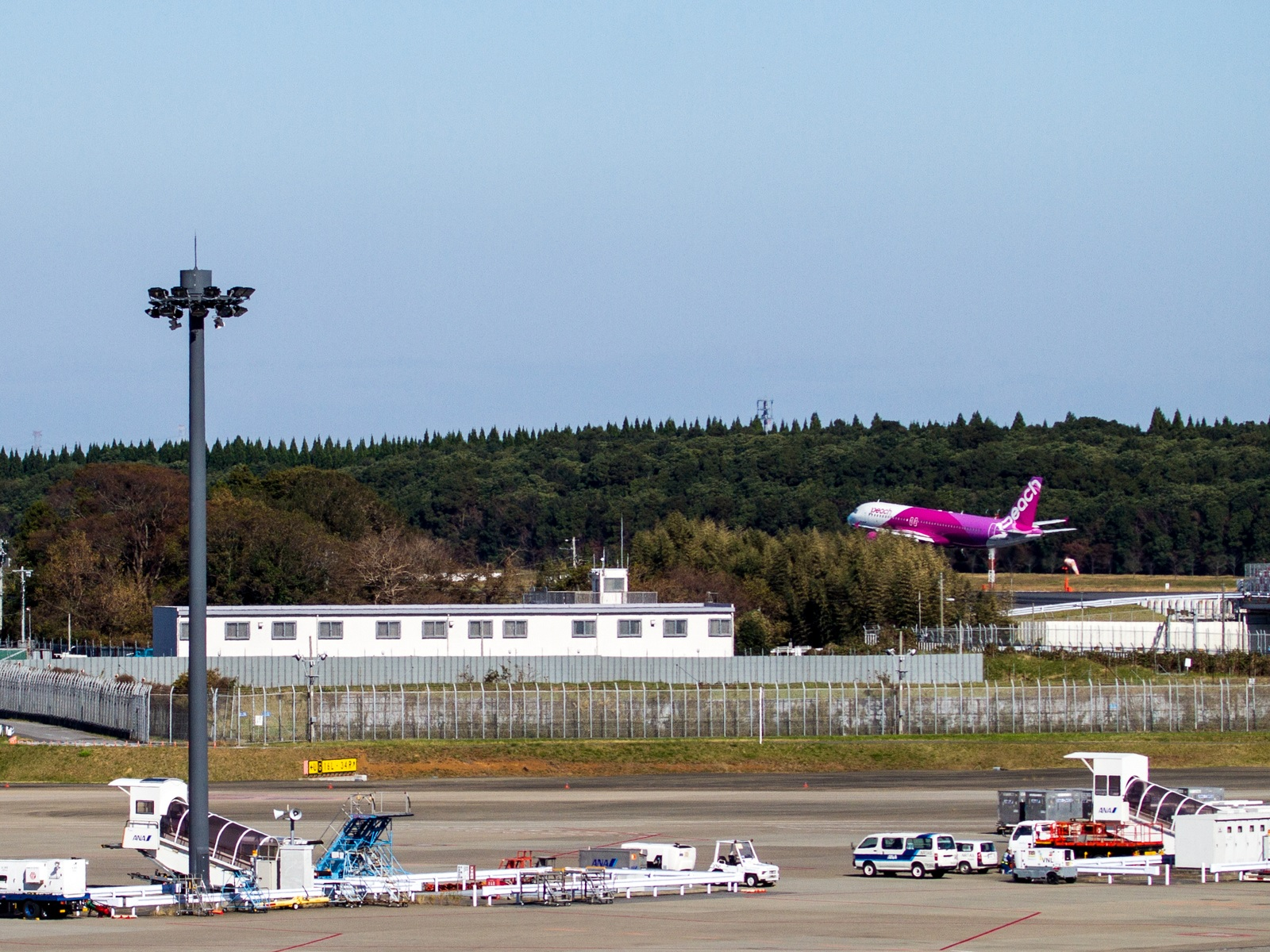
成田市東峰地区（成田空港第二ターミナル展望デッキから撮影）

東峰（とうほう）は、千葉県成田市の大字。郵便番号は282-0003（成田国際空港内）、286-0103（その他）。

## 地理
成田市の東部に位置し、遠山地区（旧遠山村）に所属する。周辺の天神峰、川上、一鍬田（多古町）、古込、取香と隣接する。
大半の区域が新東京国際空港（現・成田国際空港）の敷地（二期地区）の一部であり、誘導路などの施設が置かれている。

## 歴史
東峰は戦後開拓を中心とした地区であり、農家の次・三男が中心となった「駒の頭開拓組合」、伊藤音次郎が飛行機製造工場の社員を率いて設立した「恵美開拓組合」、安田生命保険の社員らによる「松翁開拓組合」によって開墾された。
竹林が生い茂っていたため、開拓地の中でも特に開墾が困難な場所であったという。
開拓民の一部が空港建設時に発生した三里塚闘争（成田空港問題）に参加した。
昭和46年9月16日に行われた空港予定地の代執行では、北側を走る千葉県道の交差点に配置された神奈川県警察機動隊が、竹林の中に潜んでいた反対派や過激派学生の集団に襲撃され、警察官3名が殉職した(東峰十字路事件)。なお、殉職した警察官は交差点の北側の天神峰方向へ退却する中で殺害されており、慰霊碑はいずれも天神峰にある。
日本国政府と三里塚芝山連合空港反対同盟の熱田派が話し合いを行った成田空港問題シンポジウムの後も、協議に加わらなかった北原派を中心に反対運動を継続する営農者らが存在し、反対運動の象徴となっている東峰神社も残っている。
また、成田空港予定地の代執行において、個人の家屋および敷地としては、唯一強制代執行の対象となった、小泉よねの墓も存在する。

## 世帯数と人口
2017年（平成29年）10月31日現在の世帯数と人口は以下の通りである。
| 大字 | 世帯数 | 人口 |
| ---- | ------ | ---- |
| 東峰 | -      | 17人 |

## 小・中学校の学区
市立小・中学校に通う場合、学区は以下の通りとなる。
| 地域 | 小学校             | 中学校             |
| ---- | ------------------ | ------------------ |
| 全域 | 成田市立遠山小学校 | 成田市立遠山中学校 |

## 施設
- 成田国際空港
- 東峰神社

## 交通

### 道路
- 千葉県道44号成田小見川鹿島港線（天神峰、川上方面）

### バス
- 千葉交通（多古営業所）栗源線 - 成田空港～栗源
  - （取香） - 天神峰 - 新田 - 東峰 - （新田入口（川上））
- 成田市コミュニティバス（千葉交通運行）津富浦ルート
  - 成井回転場～津富浦～保健福祉館
    - （花植木センター （天神峰）） - 東峰 - 天神峰 - （取香）

  - 大栄支所～奈土～前林小学校～保健福祉館
    - （川上入口（川上）） - 新田南  - 東峰 - 天神峰 - （取香）